# Santa Rosa de la Roca
Santa Rosa de la Roca (auch: Tajibo Santa Rita) ist ein Straßendorf im Departamento Santa Cruz im Tiefland des südamerikanischen Andenstaates Bolivien.

## Lage im Nahraum
Santa Rosa de la Roca ist ein Ort des Kantons Santa Rosa de la Roca im Municipio San Ignacio in der Provinz Velasco. Die Ortschaft liegt auf einer Höhe von 433 m, zehn Kilometer südwestlich der Erhebung Cerro San Francisco (569 m).

## Geographie
Santa Rosa de la Roca liegt im bolivianischen Tiefland in der Region Chiquitanía, einer in weiten Teilen zunehmend agrarischen Landschaft zwischen Santa Cruz und der brasilianischen Grenze.
Das Klima der Region ist ein semi-humides Klima der warmen Tropen. Die monatlichen Durchschnittstemperaturen schwanken im Jahresverlauf nur geringfügig zwischen 21 °C im Juni/Juli und 26,5 °C im Oktober (siehe Klimadiagramm Concepción), wobei sie zwischen September und März fast konstant zwischen 25 und 26 °C liegen. Das Temperatur-Jahresmittel beträgt 24,3 °C.
Die jährliche Niederschlagsmenge liegt im langjährigen Mittel bei 1150 bis 1200 mm. Drei Viertel des Niederschlags fallen in der Feuchtezeit von September bis März, während in den ariden Monaten Juni bis August in der Trockenzeit weniger als 40 mm pro Monat fallen.

## Verkehrsnetz
Santa Rosa de la Roca liegt in einer Entfernung von 457 Straßenkilometern nordöstlich von Santa Cruz, der Hauptstadt des Departamentos.
Von Santa Cruz aus führt die asphaltierte Nationalstraße Ruta 4 über 57 Kilometer in nördlicher Richtung über Warnes nach Montero. Wenige Kilometer nördlich von Montero trifft sie auf die Ruta 10, die über eine Strecke von 648 Kilometern nach Osten führt und die Ortschaften San Ramón, San Javier und Santa Rosa de Roca als Asphaltstraße durchquert. Von Santa Rosa de Roca erreicht man über San Miguelito nach dreiunddreißig Kilometern in südöstlicher Richtung das Straßendorf Santa Rosa de la Roca.

## Bevölkerung
Die Einwohnerzahl der Ortschaft ist in dem Jahrzehnt zwischen den beiden letzten Volkszählungen leicht zurückgegangen:
| Jahr | Einwohner         | Quelle       |
| ---- | ----------------- | ------------ |
| 1992 | keine Detaildaten | Volkszählung |
| 2001 | 638               | Volkszählung |
| 2012 | 568               | Volkszählung |
| 2024 |                   | Volkszählung |